# Olof Basatömer
Olof Basatömer (latin: Olaus), även Basatömir ("Båstömmaren"), död 19 eller 29 mars 1234, var en svensk ärkebiskop av Uppsala stift 1224–1234, och dessförinnan biskop av Strängnäs stift 1219–1224.

## Biografi
Olof Basatömer var släkt med Erikska ätten.
Basatömer assisterade biskop Valerius vid kröningen av Johan Sverkersson 1219, vilket ogillades av kurian som processade. Det följande tronskiftet var troligen skälet till att Basatömer utnämndes till ärkebiskop av Uppsala stift 29 januari 1224. Omnämnd av Johannes Magnus. I sin egenskap av ärkebiskop krönte Olof Basatömer kung Erik Eriksson samma år, två år efter dennes trontillträde.